# ASV Durlach
Allgemeiner Sportverein Durlach e.V. é uma agremiação esportiva alemã, fundada a 14 de maio de 1902, sediada em Karlsruhe, no estado de Baden-Württemberg.

## História

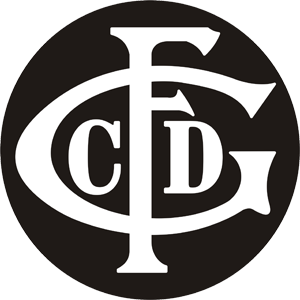
O predecessor FC Germania Durlach

Foi criado em 1902 como Fußball Club Germania Durlach. Durante a Segunda Guerra Mundial houve uma breve parceria com o Fußball Club Phönix Karlsruhe e atuou de 1943 a 1945 como Kriegspielgemainschaft Karlsruhe. 
Após a guerra, as autoridades aliadas de ocupação ordenaram a dissolução da maioria das organizações, incluindo esportes e clubes de futebol. O ASV foi restabelecido a 1 de junho de 1946 e incluiu os membros de VfR Durlach, Turnerschaft Durlach e TG Durlach.
Ao longo da existência, o time atuou como uma equipe local de expressão menor. Disputou competitivamente na terceira divisão, a Amateurliga Nordbaden em quatro temporadas, de 1946 a 1950, ganhando um segundo lugar, em 1948, e quatro primeiros lugares ao término de cada uma das outras temporadas. 
O Durlach avançou à 2. Liga-Süd, na qual atuou até 1955, quando foi rebaixado à Amateurliga. Lutou por quatro temporadas até ser novamente rebaixado. Fez uma breve temporada aparecendo na Amateurliga Nordbaden (III), entre 1965 e 1967.
Após a promoção à Verbandsliga Nordbaden, em 1988, o ASV esteve em sua fase mais recente no futebol de nível superior da Oberliga Baden-Württemberg (IV) entre 1993 e 1997 e novamente na temporada de 2005-2006, na qual conquistou os resultados mais baixos da tabela em cinco campanhas. Em 2007-2008, um título da Verbandsliga devolveu o clube à Oberliga, na qual jogou até 2011, quando foi rebaixado mais uma vez.

## Títulos
| - Verbandsliga Nordbaden (V) - Campeão: 1993, 2005, 2008; | - North Baden Cup - Campeão: 2008; |

## Cronologia recente
A recente performance do clube:
| Temporada | Divisão                    | Módulo | Posição |
| 1999–2000 | Verbandsliga Nordbaden     | V      | 6º      |
| 2000–01   | Verbandsliga Nordbaden     | V      | 7º      |
| 2001–02   | Verbandsliga Nordbaden     | V      | 3º      |
| 2002–03   | Verbandsliga Nordbaden     | V      | 4º      |
| 2003–04   | Verbandsliga Nordbaden     | V      | 11º     |
| 2004–05   | Verbandsliga Nordbaden     | V      | 1º ↑    |
| 2005–06   | Oberliga Baden-Württemberg | IV     | 16º ↓   |
| 2006–07   | Verbandsliga Nordbaden     | V      | 6º      |
| 2007–08   | Verbandsliga Nordbaden     | V      | 1º ↑    |
| 2008–09   | Oberliga Baden-Württemberg | V      | 14º     |
| 2009–10   | Oberliga Baden-Württemberg | V      | 14º     |
| 2010–11   | Oberliga Baden-Württemberg | V      | 18º ↓   |
| 2011–12   | Verbandsliga Nordbaden     | VI     | 5º      |
| 2012–13   | Verbandsliga Nordbaden     | VI     | º       |